# Municipalità delle Isole Marshall

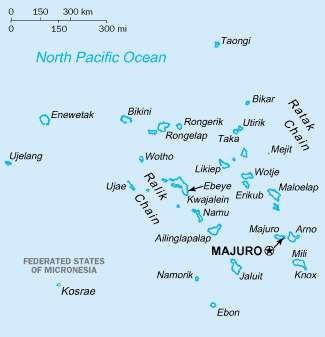
Isole Marshall

Le isole Marshall sono divise amministrativamente in 33 municipalità, che corrispondono alle altrettante isole e atolli di cui si compone l'arcipelago; di queste, alcune sono municipalità senza popolazione in quanto disabitate. Esse sono:
- Ailinginae
- Ailinglaplap
- Ailuk
- Arno
- Aur
- Bikar
- Bikini
- Ebon
- Enewetak
- Erikub
- Jabat
- Jaluit
- Jemo
- Kili
- Kwajalein
- Lae
- Lib
- Likiep
- Majuro
- Maloelap
- Mejit
- Mili
- Namorik
- Namu
- Rongelap
- Rongrik
- Taongi (Bokak)
- Toke
- Ujae
- Ujelang
- Utirik
- Wotho
- Wotje